# Steward, Illinois
Steward là một làng thuộc quận Lee, tiểu bang Illinois, Hoa Kỳ. Năm 2010, dân số của làng này là 256 người.

## Dân số
Dân số qua các năm:
- Năm 2000: 271 người.
- Năm 2010: 256 người.